# Morelia, Amatán
Morelia är en ort i Mexiko.   Den ligger i kommunen Amatán och delstaten Chiapas, i den sydöstra delen av landet, 700 km öster om huvudstaden Mexico City. Morelia ligger 286 meter över havet och antalet invånare är 383.
Terrängen runt Morelia är kuperad åt nordväst, men åt sydost är den bergig. Runt Morelia är det ganska tätbefolkat, med 70 invånare per kvadratkilometer. Närmaste större samhälle är Amatán, 5,4 km väster om Morelia. I omgivningarna runt Morelia växer i huvudsak städsegrön lövskog.